# Kirche Reichenbach (Baumholder)

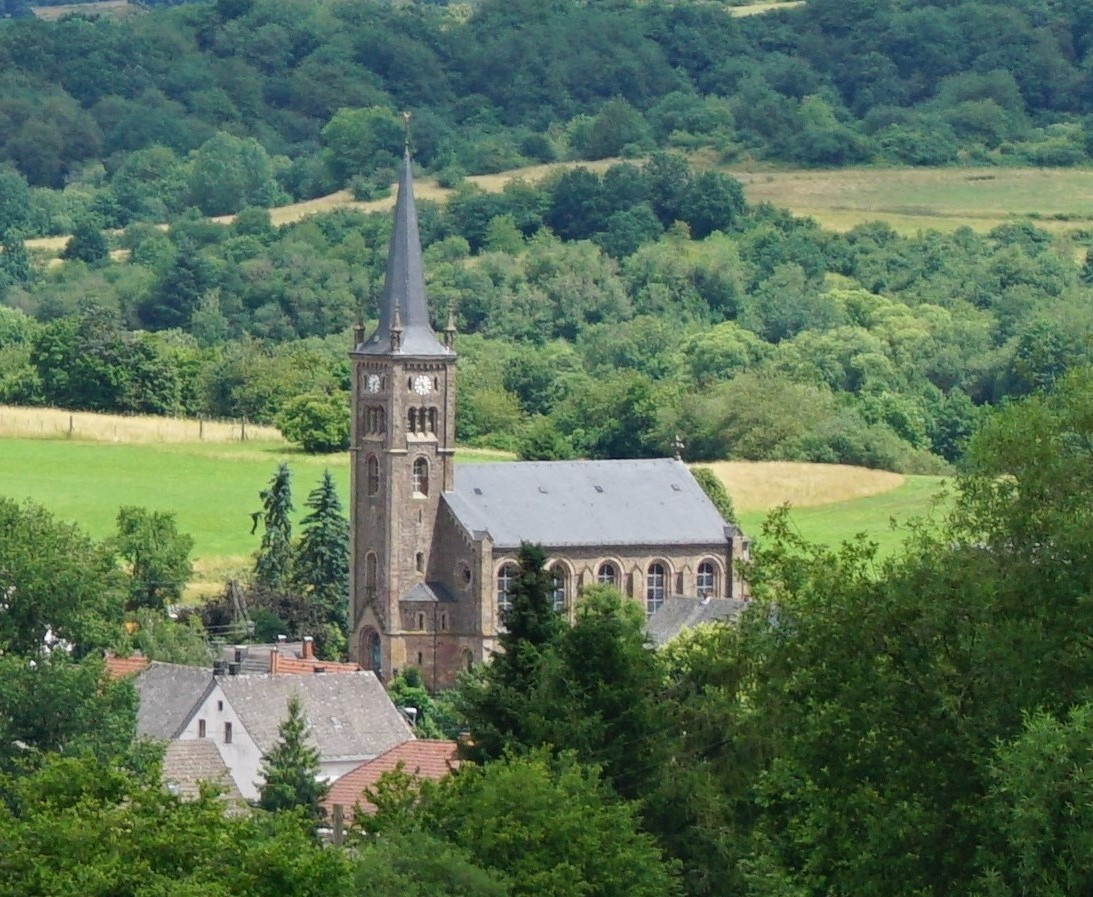
Kirche Reichenbach

Die evangelische Kirche Reichenbach steht im Ortsteil Reichenbach der Verbandsgemeinde Baumholder im rheinland-pfälzischen Landkreis Birkenfeld.

## Geschichte
Pläne zum Bau einer neuen Kirche im Ort Reichenbach gab es bereits Anfang des 19. Jahrhunderts, da das alte Kirchengebäude zu klein geworden war. Andere Bauvorhaben, wie der Bau der Rhein-Nahe-Bahn, führten dazu, dass der Bau einer neuen Kirche zunächst nicht realisiert wurde. 1839 wurde das Bauvorhaben daher durch die preußische Regierung ausgesetzt. Ausreichend finanzielle Mittel konnten erst Mitte des 19. Jahrhunderts aufgetrieben werden, sodass am 29. April 1863 die Grundsteinlegung erfolgte. Der Vorgängerbau war 1860 eingestürzt und durch die Polizei gesperrt worden. Das neue Kirchengebäude, das von einem Nachfahren Karl Friedrich Schinkels erbaut wurde, wurde 1864 eingeweiht.
Zwischen 1964 und 1967 erfolgte eine Renovierung der Kirche, bei der die zwischenzeitlich angebrachte Zwischendecke entfernt und der Dachstuhl wieder freigelegt wurden. Im Zuge der Renovierungsarbeiten wurden die drei Chorfenster von Egbert Lammers neu gestaltet.

## Architektur

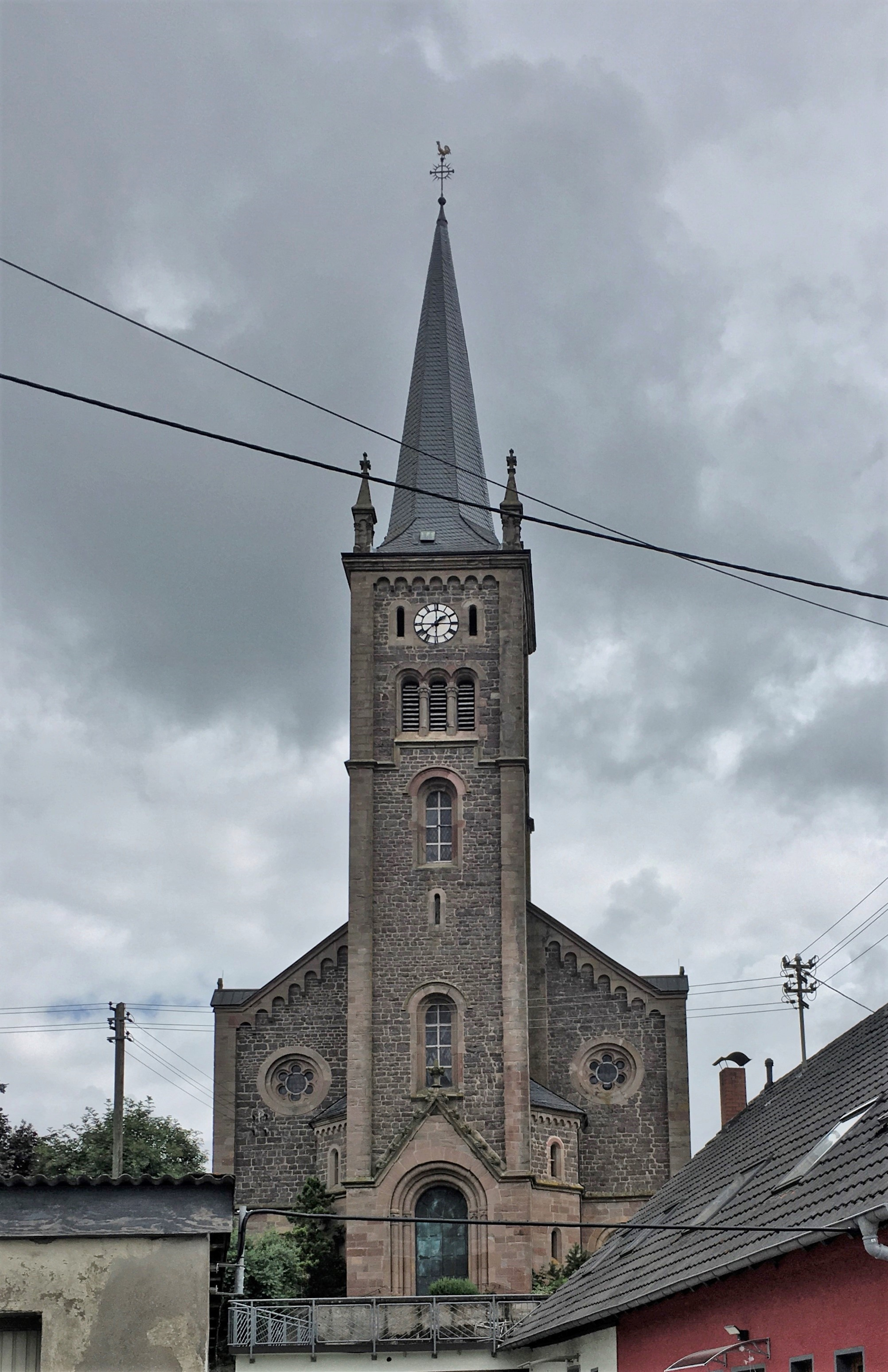
Westseite

Das neuromanische Gebäude gliedert sich in ein Kirchenschiff mit östlich angrenzendem Chorraum und einem aus der Westseite des Schiffs herausragenden Kirchturm mit Eckfialen. Direkt unterhalb der Dachtraufen des Kirchturms befinden sich auf jeder der vier Seiten eine Turmuhr sowie darunter befindliche Schallöffnungen. Das Mauerwerk des einschiffigen Kirchenschiffs wird durch eine Vielzahl an Fenstern durchbrochen. Die nördliche und südliche Längsseite werden durch jeweils fünf hohe Rundbogenfenster gegliedert. Die Westseite enthält auf beiden Seiten des Kirchturms jeweils eine Fensterrose. Der Chorraum enthält drei Rundbogenfenster mit Glasmalereien von Egbert Lammers.